# Dolichopus humilis
Dolichopus humilis är en tvåvingeart som beskrevs av Van Duzee 1921. Dolichopus humilis ingår i släktet Dolichopus och familjen styltflugor. Inga underarter finns listade i Catalogue of Life.